# 榆楚镇
榆楚镇，是中华人民共和国陕西省西安市高陵区一个已撤销的乡级行政区，2015年，陕西省民政厅批复同意撤销榆楚镇，将马北、安家、皂南、钓北、榆楚5个村划归耿镇，将皇册村划归鹿苑街道办事处。